# Trinitatiskirche (Mannheim)

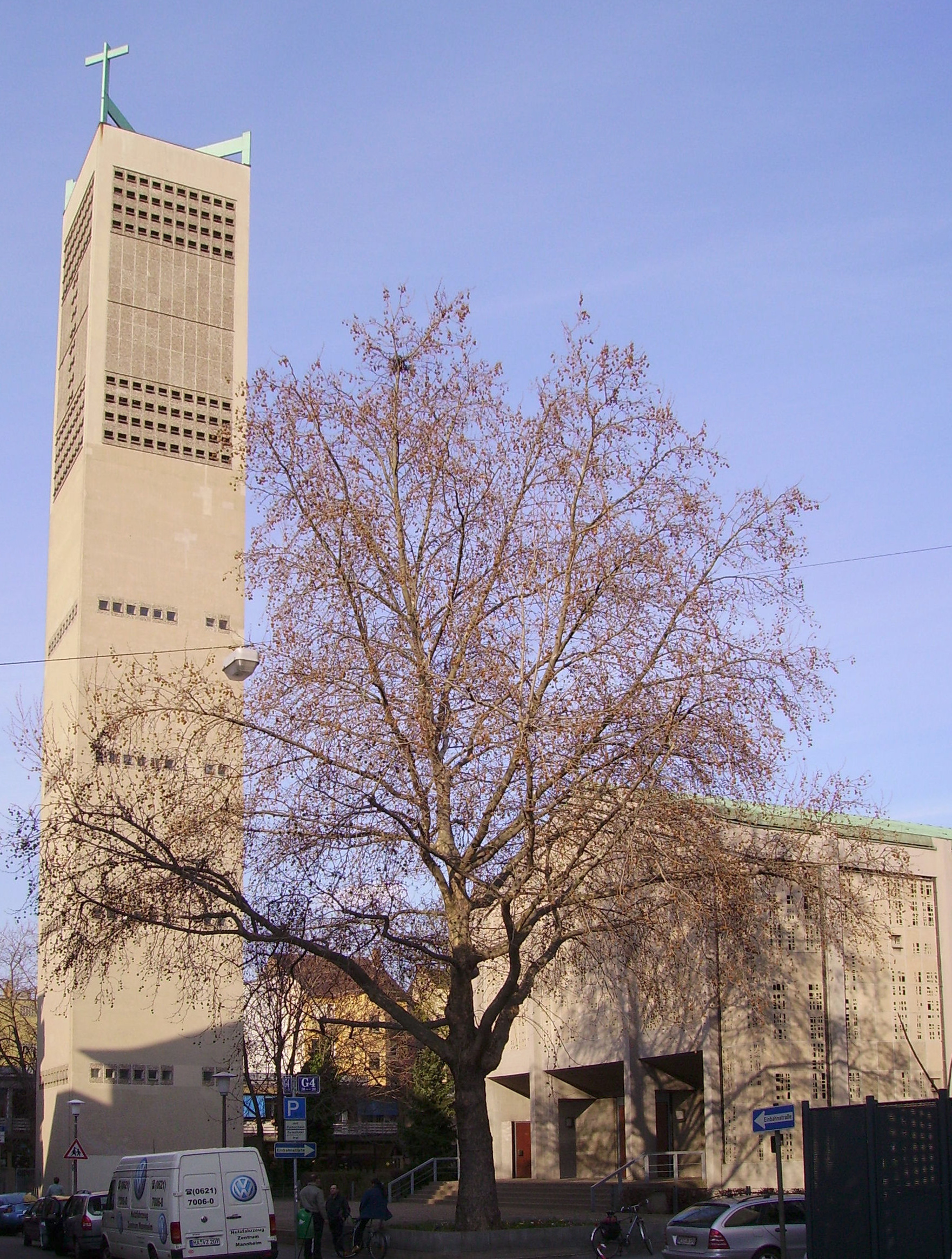
Trinitatiskirche

Die Trinitatiskirche ist im Quadrat G 4 der Mannheimer Innenstadt ein evangelisches Kirchengebäude, das nicht mehr für den Gottesdienst genutzt wird. Sie wurde zwischen 1956 und 1959 nach den Plänen von Helmut Striffler erbaut und fand weltweit Beachtung. Der amerikanische Architekturkritiker Kidder Smith bezeichnete sie als „schönsten Sakralbau Europas“.

## Geschichte

### Lutheraner
Im Jahr 1556 führte Kurfürst Ottheinrich in der Kurpfalz die Reformation ein. In der Folgezeit wechselte mit fast jedem neuen Regenten der Glaube zwischen reformiert und lutherisch. Im Dreißigjährigen Krieg wurde die Pfalz rekatholisiert, ehe nach dem Friedensschluss der Vorkriegszustand und damit der reformierte Glaube festgeschrieben wurde. Für Mannheim aber gestatteten die 1652 erlassenen Privilegien eine Duldung der Lutheraner, die allerdings zum Gottesdienst nach Rheingönheim gehen mussten. 1664 baten die 42 lutherischen Bürger den Kurfürsten, auf eigene Kosten einen Pfarrer bestellen zu dürfen, was 1673 genehmigt wurde. Zwei Jahre später beantragte die lutherische Gemeinde, eine eigene Kirche bauen zu dürfen. Dem standen allerdings die Pläne Kurfürst Karl Ludwigs für eine Kirchenunion entgegen und so wurde lediglich die Mitbenutzung des reformierten Gottesdienstsaals in der Friedrichsburg bzw. ab 1680 der neu erbauten Eintrachtskirche gestattet. Bereits kurz darauf wurde Mannheim im Pfälzischen Erbfolgekrieg vollständig zerstört.

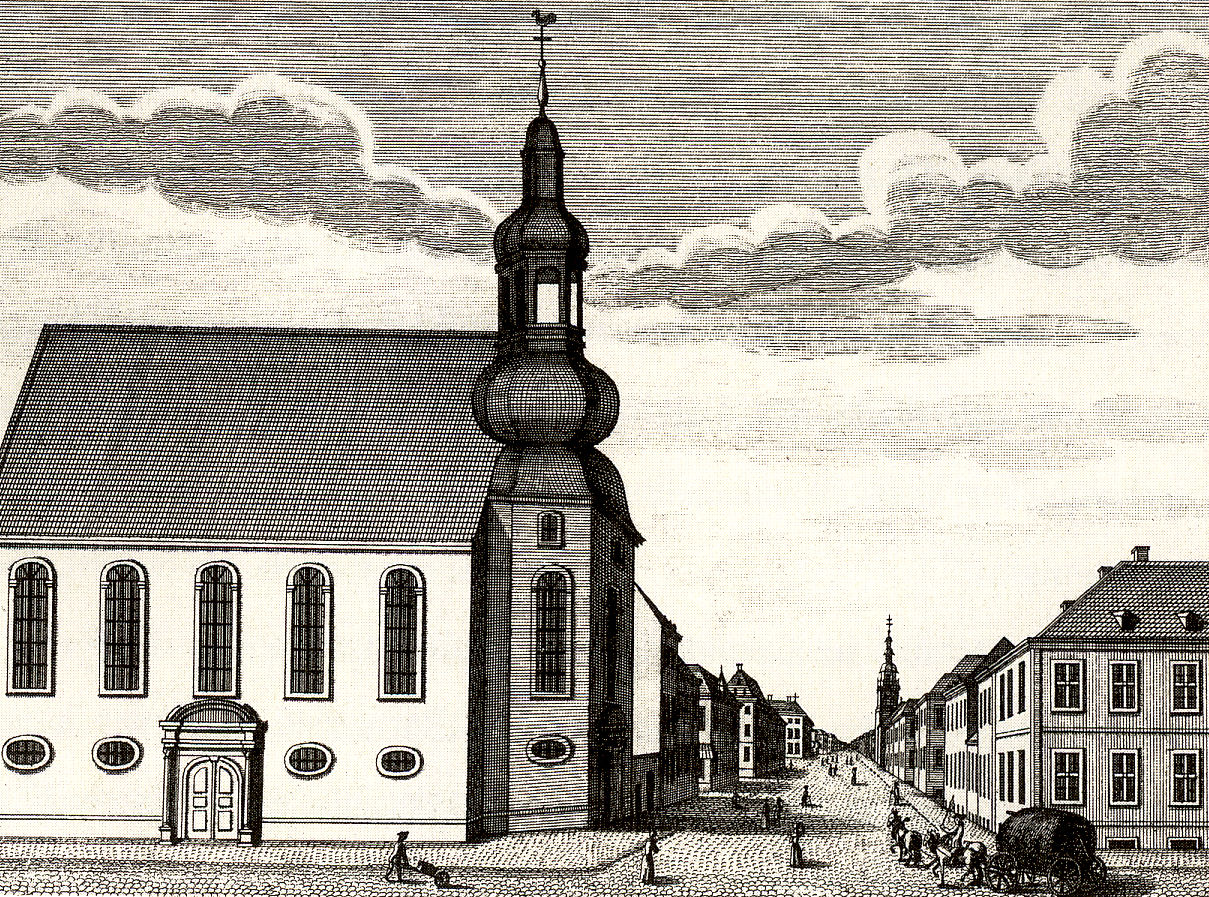
Alte Trinitatiskirche, Blick nach Osten, im Hintergrund der Turm des Alten Rathauses

### Erste Trinitatiskirche
Nachdem ab 1685 die Kurfürsten aus der Linie Pfalz-Neuburg eine erneute Rekatholisierung der Kurpfalz angestrebt hatten, wurden mit der Pfälzischen Kirchenteilung 1705 die Kirchen in der Pfalz zwischen den Reformierten und den Katholiken im Verhältnis fünf zu zwei aufgeteilt. Die Lutheraner gingen leer aus und wurden an die Reformierten verwiesen. In Mannheim entschloss sich die lutherische Gemeinde daher zum Bau einer eigenen Kirche. Stadtdirektor Johann Leonhard Lippe legte am 30. September 1706, stellvertretend für den Kurfürsten, den Grundstein zur Trinitatiskirche, die am 1. Oktober 1709 eingeweiht werden konnte. Der Name leitet sich von dem lateinischen Wort trinitas für „Dreifaltigkeit“ (Gott „Vater“, Gott „Sohn“ und Gott „Heiliger Geist“) her.
Da einige Offiziere der Mannheimer Garnison lutherischen Glaubens waren, erhielt die Trinitatiskirche den inoffiziellen Status einer Garnisonkirche. Offiziere des Isselbachschen Regiments stifteten eine Glocke und das prachtvolle Portal. Den kostbaren Zieraltar schuf 1725 Peter van Douven. Die Kirche stand quer zur heutigen Trinitatiskirche, mit dem Turm im Süden und der Kanzel im Norden. Der Grundriss war rechteckig mit je einem 5/8-Schluss an beiden Enden. Die Zahl der Gemeindeglieder nahm so sehr zu, dass eine Erweiterung der Kirche nötig wurde. Deshalb wurde die Kirche in den Jahren 1737 bis 1739 mit einem asymmetrischen Ostflügel erweitert, sodass sie nun annähernd 1.700 Plätze hatte und das bei einer Grundfläche von etwa 700 Quadratmetern, die etwas kleiner war, als die der heutigen Kirche. Dies war nur möglich durch die beiden Emporen.

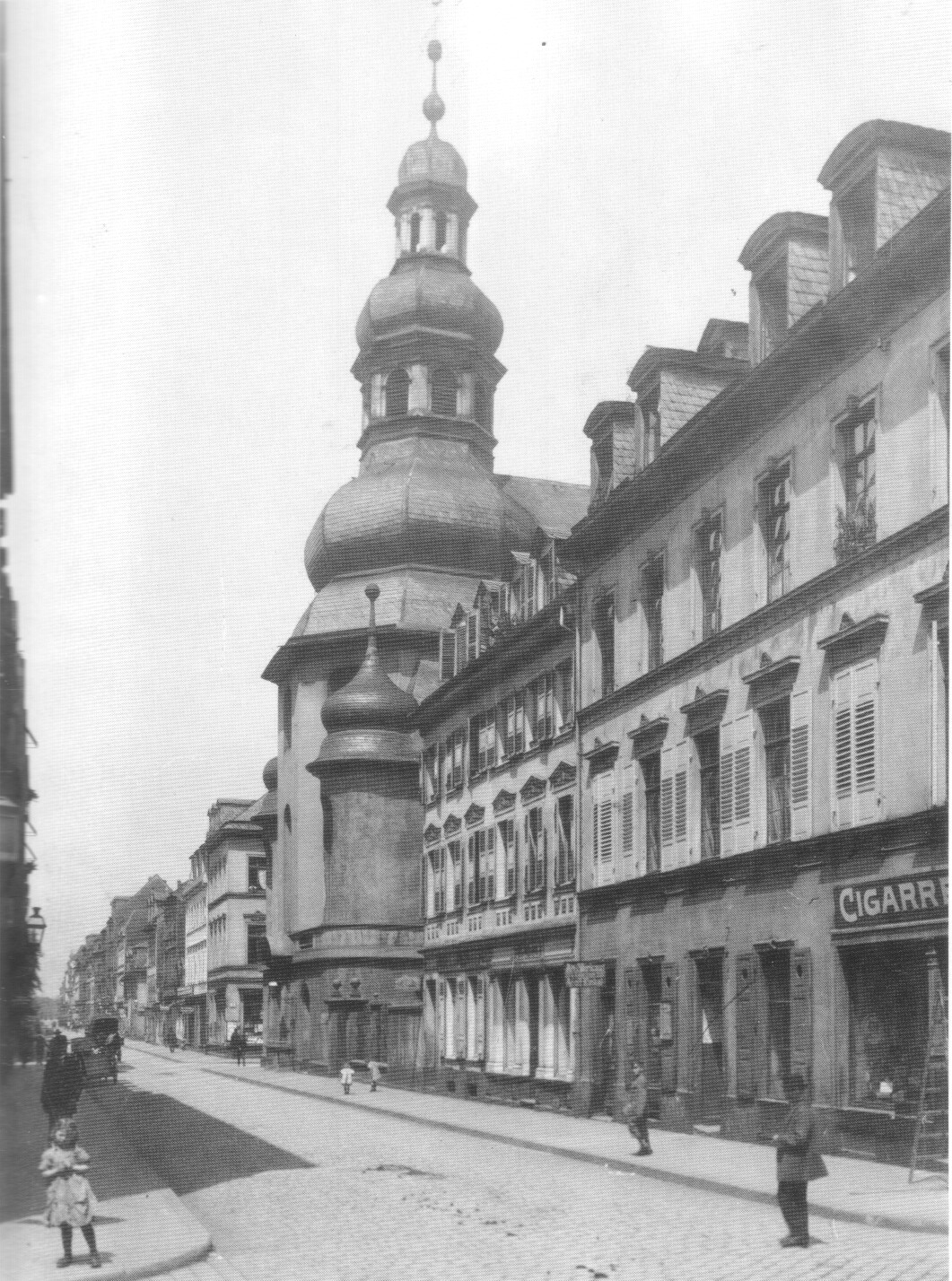
Alte Trinitatiskirche, Blick nach Westen

Der Preußenkönig Friedrich Wilhelm I. besuchte die Trinitatiskirche mit seinem Sohn, dem späteren Friedrich dem Großen, am 6. August 1730, kurz nachdem ihm der Page Keith von dem am Tag zuvor in Steinfurt versuchten Fluchtversuch des 18-jährigen Kronprinzen berichtet hatte. Die dreimanualige Stumm-Orgel der Kirche wurde im Jahr 1777 beschafft. Im Dezember desselben Jahres hörte Wolfgang Amadeus Mozart Abbé Vogler auf der Orgel spielen.
Im Winter 1783/84 (27. Februar 1784) wie auch im Sommer 1789 (30. Juli 1789) war die Unterstadt durch den Neckar überschwemmt und man konnte mit dem Nachen zur Trinitatis- und Konkordienkirche fahren. 1789 stand das Wasser einen halben Schuh hoch über dem Altar der Trinitatiskirche. 1805 wurde die Kirche innen und 1826 außen renoviert. Weitere Renovierungen folgten 1856 und 1887. 1821 wurden die Reformierten und die Lutheraner in Mannheim, wie in ganz Baden in der „Vereinigten Evangelisch-protestantischen Kirche im Großherzogthum Baden“ zusammengeschlossen.
1927 wurde Erwin Eckert, der zu den Religiösen Sozialisten gehörte, Pfarrer an der Trinitatiskirche. Seine Gottesdienste waren sehr beliebt und regelmäßig überfüllt. 1931 wurde er aus der SPD ausgeschlossen, im November wurde er im Bund der religiösen Sozialisten aller seiner Ämter enthoben, seine Entlassung aus dem Kirchendienst folgte im Dezember desselben Jahres. Einen Tag nach seinem Parteiausschluss aus der SPD trat Eckert der KPD bei.
Während des Zweiten Weltkriegs wurde die Trinitatiskirche, die neben dem alten Rathaus und der katholischen St.-Sebastian-Kirche am Marktplatz eines der ältesten Gebäude der Stadt war, bei einem Großangriff in der Nacht vom 5. auf den 6. September 1943 so schwer getroffen, dass lediglich die Außenmauern stehen blieben. Auch diese fielen bei einem letzten Angriff auf Mannheim am 1. März 1945 in sich zusammen.

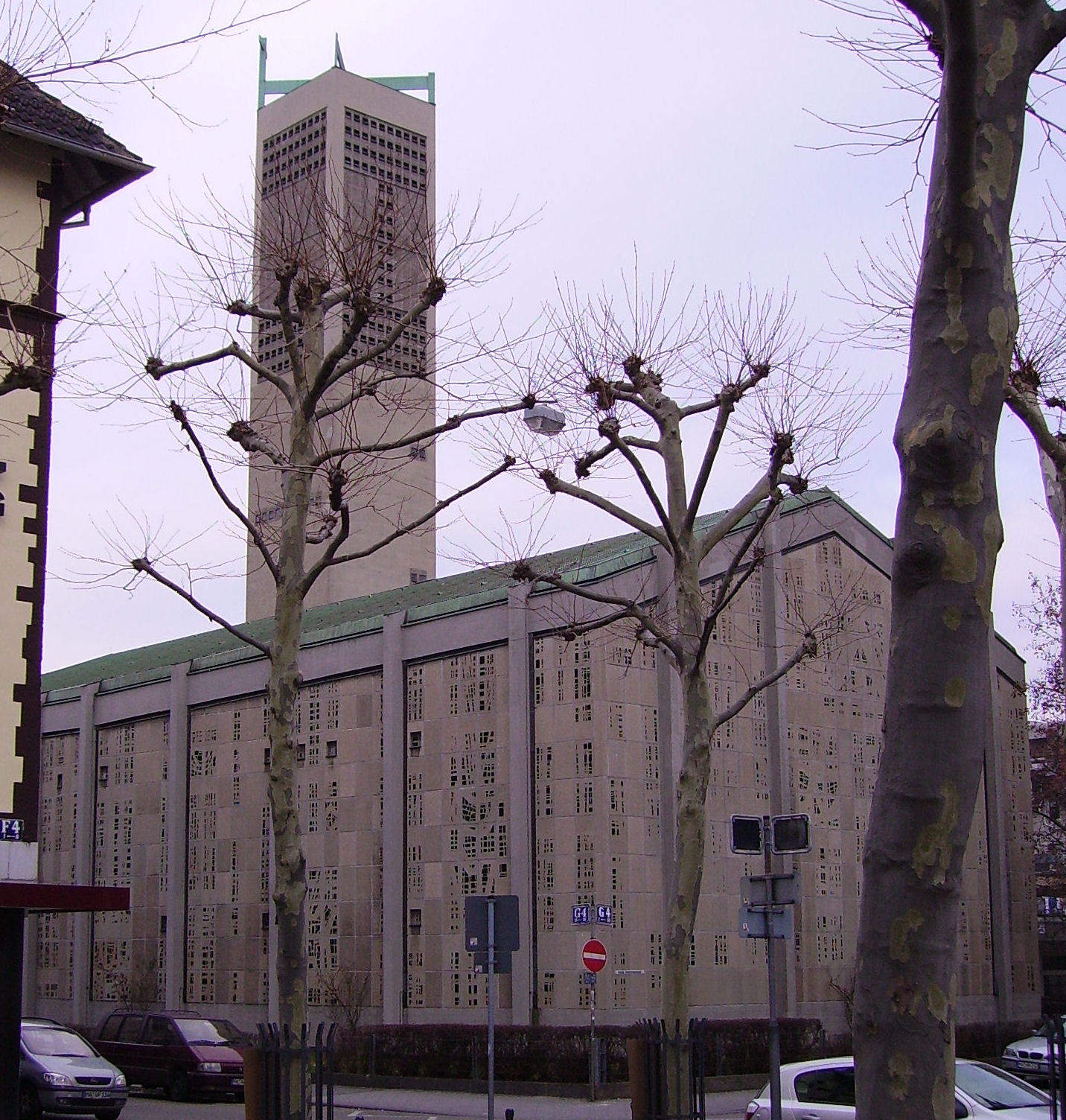
Rückansicht der neuen Trinitatiskirche

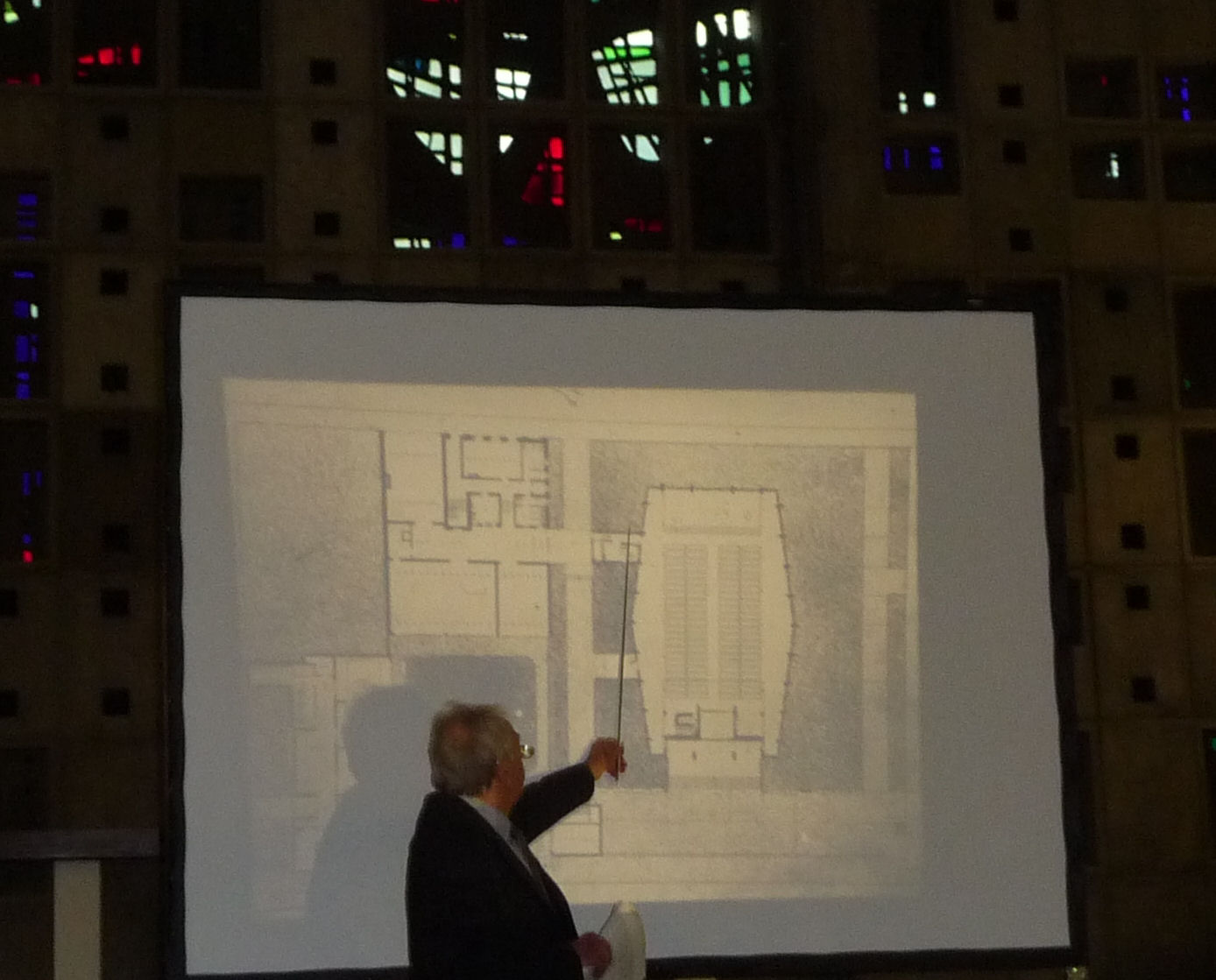
Helmut Striffler vor dem Bauplan, 2009

### Neue Trinitatiskirche
Nach Ende des Zweiten Weltkriegs wurde auf dem Trümmerplatz eine hölzerne Notkirche aufgestellt. Zu diesem Zweck hatte der ökumenische Rat der Kirchen Schweizer Militärbaracken aufgekauft und sie für ihre Zwecke verändern lassen.
Beim Wiederaufbau nach dem Krieg wurde nicht über einen originalgetreuen Wiederaufbau diskutiert. Lange war umstritten, ob die Trinitatiskirche ein historistischer oder ein moderner Sakralbau werden sollte. Am Anfang tendierte man zur ersten Lösung. Der Architekt Christian Schrade, der bereits vor dem Ersten Weltkrieg die Christuskirche gebaut hatte, machte Entwürfe für einen historistischen Kirchenbau, der aber keine Zustimmung fanden. Stattdessen erhielt der junge Architekt Helmut Striffler, der als Mitarbeiter Egon Eiermanns an der wegweisenden Pforzheimer Matthäuskirche beteiligt war, den Auftrag, ein völlig neues Kirchengebäude aus Sichtbeton mit Glas zu errichten. Grundsteinlegung war am 30. September 1956, genau 250 Jahre nach der Grundsteinlegung von 1706. Die Einweihung fand jedoch bereits am 1. März 1959 statt, nicht erst am 1. Oktober, wie es dem 250-Jahresrhythmus entsprochen hätte. Die Trinitatiskirche fand in Architektenkreisen weltweit Beachtung und wurde in amerikanischen Fachzeitschriften als „modernste und schönste Kirche Europas“ bezeichnet. Seit dem Jahr 1995 wird sie als Kulturdenkmal von besonderer Bedeutung im Denkmalbuch des Landes Baden-Württemberg geführt.
Anderer Ansicht als die Architekturkritiker waren die Mitglieder der evangelischen Gemeinde, die die Betonkirche nicht sehr schätzten und denen eine anheimelnde Atmosphäre fehlte. Mitgliederschwund, finanzielle Schwierigkeiten und Rückgang der Kirchensteuereinnahmen führten dazu, dass die Kirche im Winter wegen zu hoher Heizkosten geschlossen blieb, und schließlich alle Gottesdienste in den Gemeindesaal verlegt wurden. Ab 2005 wurde untersucht, wie die Kirche anderweitig genutzt werden könnte. Die Pläne, den Kirchenraum als Proberaum an das Ballett des Nationaltheater Mannheim oder als Konzertsaal an die Musikhochschule abzugeben, wurden nicht verwirklicht. Auch der Abriss der Kirche wurde schon erörtert, wogegen sich der Architekt heftig wehrte. Zu Beginn des Jahres 2009 wurde vom Vorstand der Kirchengemeinde beschlossen, die Trinitatiskirche weitgehend aufzugeben und die Kirchengemeinde als Personalgemeinde, die zum 1. Januar 2010 errichtet wurde, weiterzuführen. Die Personalgemeinde wurde zum 31. März 2022 durch den zuständigen Oberkirchenrat aufgehoben. Das Kirchengebäude wurde an die Gesamtkirchengemeinde abgegeben, säkularisiert und ist seit 2017 als Spielstätte für zeitgenössischen Tanz und interdisziplinäre Projekte an das EinTanzHaus vermietet. Die Personalgemeinde hatte damit nichts mehr zu tun.

## Beschreibung

### Architektur

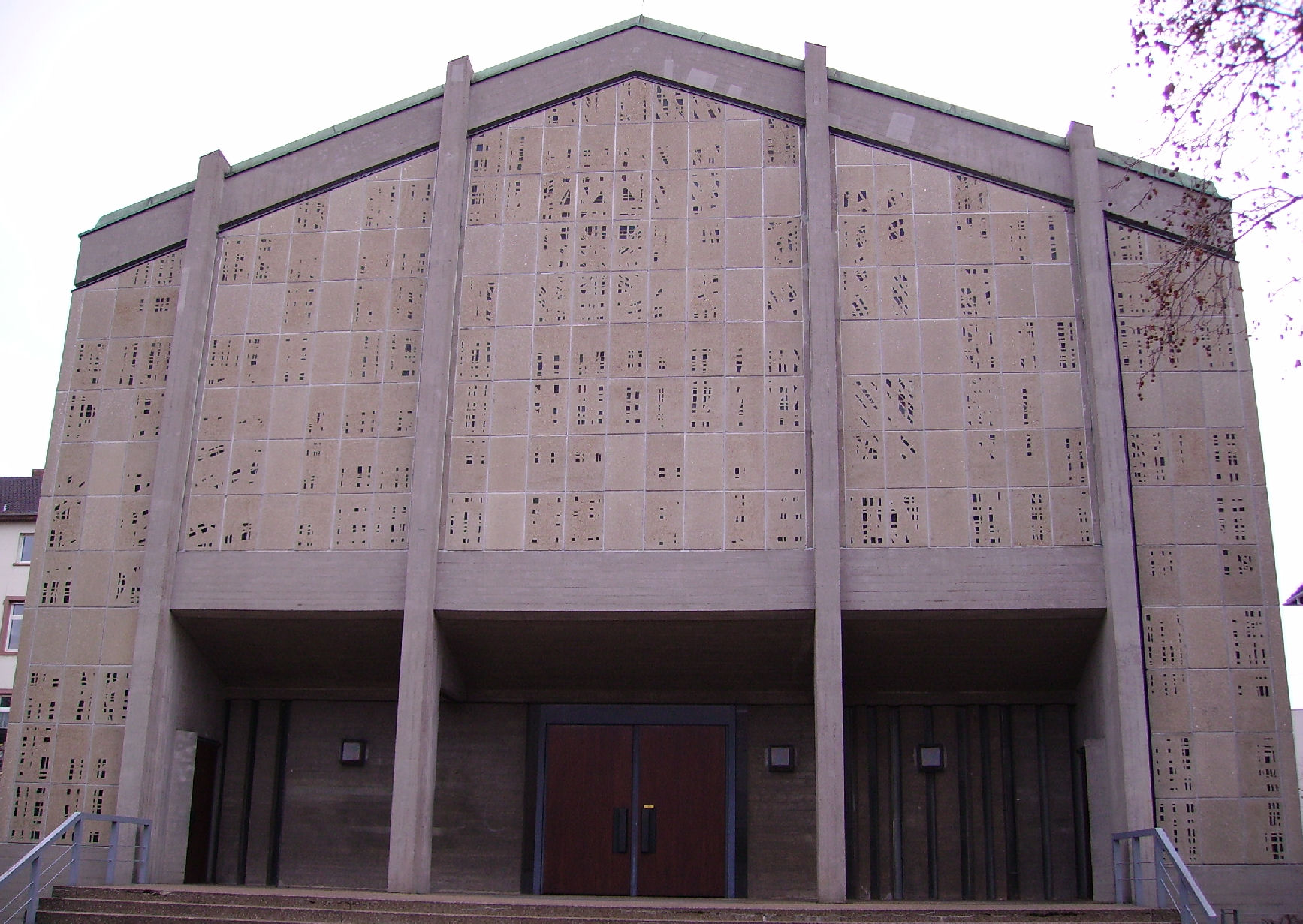
Portal der Trinitatiskirche

Die Achse der neuen Trinitatiskirche konnte durch den Aufkauf von benachbarten Trümmergrundstücken im Quadrat G4 um 90 Grad gedreht und damit geostet werden. Der Grundriss bildet ein gestrecktes Sechseck mit einer Breite zwischen 19 Metern im Eingangs- und Altarbereich und 21,50 Metern in der Mitte und einer Gesamtlänge von 38 Metern. Die Höhe beträgt außen 10,50 Meter und am First des leicht ansteigenden Satteldachs 15 Meter.
Die Pfeiler und Dachbinder des Stahlbetonskeletts sind sichtbar belassen. Die Bauweise erlaubte einen weiten stützenlosen Raum. Das Gestühl bietet Platz für 500 Personen. Da Deckenlampen die Raumwirkung gestört hätten, wählte Striffler vertikale Stelen mit Leuchtstoffröhren. Sie sind so platziert, dass sie als Rudimente einer dreischiffigen Kirche wirken und stehen an den Stellen, an denen ursprünglich Säulen vorgesehen waren, die sich aber durch die Betonbauweise erübrigten.
Der Architekt Helmut Striffler entwarf auch den Altartisch, die Kanzel und den Taufstein. Das Bronzekruzifix auf dem Altar schuf der Bildhauer Emil Cimiotti. Bei der Sicherung des Baugrunds stieß man auf alte Festungsmauern und die Gruft der beiden einzigen Wittelsbacher, die um 1780 dem lutherischen Glauben treu geblieben waren, Pfalzgraf Johann von Zweibrücken-Birkenfeld-Gelnhausen (1698–1780) und sein ältester Sohn Pfalzgraf Karl Johann (1745–1789). Sie wurden in zwei Zinksärgen im Untergeschoss des Turms bestattet.
Der Architekt schrieb zur Einweihung der Kirche:

„Alles Material tritt unverkleidet in seiner natürlichen Beschaffenheit auf. Die lapidaren Gegensätze von Stein, Glas, Holz und Metall beherrschen den Bau und geben ihm archaische Würde. Kleinliche Zutat fehlt gänzlich. Das mag uns helfen, aus der künstlichen Atmosphäre des Alltags herauszutreten.“

### Fenster
Die farbigen Glasbeton-Steine wurden in Chartres von der Firma Loire gegossen. Die Entwürfe dazu lieferte der Kunstmaler Emil Kiess aus Hüfingen.
Die Farben haben die folgende Bedeutung:
Grün: Mensch, irdisches Leben, Diesseits, Kreatur
Braun, Grau oder diffuse Farben: Chaos, das Dunkle, Böse, die Sündhaftigkeit der Welt
Weiß: Gott, sein Licht, seine Welt
Rot: Blut, Vergebung, Gnade und Güte Gottes
Blau: Wasser
Leuchtend, irisierendes Blau: Gottes Herrlichkeit
Die linke Seitenwand umfasst die Schöpfungsgeschichte nach dem 1. Buch Mose 1,1 bis 2,4.
Die rechte Seitenwand zitiert Ereignisse aus dem Leben Jesu:
1. Rechts vom Altar wird zunächst die Empfängnis dargestellt (Evangelium nach Lukas 1,28).
2. Im zweiten Feld ist die Geburt Jesu (Evangelium nach Lukas 2) thematisiert.
3. Das dritte Feld der Glasbausteine spricht die Taufe Jesu an (Evangelium nach Markus 1,10).
4. Das vierte Feld kurz vor der Mitte zeigt einen großen Abendmahlskelch.
5. Er ist umgeben von roten Tupfern, die auf das Blut Jesu hinweisen (Evangelium nach Markus 14,24).
6. Nach dem Karfreitag folgt der Ostersonntag.
7. Im siebten Feld geht es um das Pfingstfest.
8. Das achte Feld enthält helles Blau und Rot, aber keine festen Formen.

Die Altarwand wird dominiert von drei Symbolen, die auf den Namen der Kirche Trinitas (= Dreifaltigkeit) anspielen. Diese Symbole sind umgeben von vielen leuchtenden roten Punkten, die für Liebe, Gnade, Freundlichkeit und Güte stehen.

### Orgel
Die Steinmeyer-Orgel wurde 1961 eingeweiht. Geplant war ursprünglich, in zwei Abschnitten eine Schleifladenorgel mit drei Manualen und Pedal mit 50 Registern und 3592 Pfeifen aufzustellen. Aus Kostengründen wurde der zweite Bauabschnitt erst 1975 in veränderter Form durchgeführt.

### Glocken
Die Glocken der neuen Trinitatiskirche haben bereits eine wechselvolle Geschichte. Da der neue, freistehende Turm mit 55 Metern höher und auch stabiler war als der alte Turm, beschloss die Kirchengemeinde die Anschaffung eines großen Geläutes. 1958 goss die Karlsruher Glocken- und Kunstgießerei fünf Glocken in der Tonfolge c1–es1–f1–g1–b1. 1980 stiftete der ehemalige Kirchenälteste eine große Glocke. Bei der Überprüfung der Statik wurde jedoch festgestellt, dass die beiden großen Glocken den Turm enorm aufschaukelten, sodass diese zusammen mit der g1-Glocke an die Lutherkirche verkauft wurden. Als Ersatz wurden im selben Jahr von der Heidelberger Glockengießerei drei neue Glocken in den Tönen b0, as1 und c2 gegossen, die sich mit den alten Glocken zu einem sehr interessanten Glockenensemble vereinigen. Zwischen den beiden großen Glocken liegt das Intervall einer Quinte.
| Nr. | Ton | Gussjahr | Gießerei                              | Ø (mm) | kg   |
| --- | --- | -------- | ------------------------------------- | ------ | ---- |
| 1   | b0  | 1980     | Heidelberger Glockengießerei          | 1660   | 2520 |
| 2   | f1  | 1958     | Karlsruher Glocken- und Kunstgießerei | 1140   | 1165 |
| 3   | as1 | 1980     | Heidelberger Glockengießerei          | 976    | 812  |
| 4   | b1  | 1958     | Karlsruher Glocken- und Kunstgießerei | 880    | 691  |
| 5   | c2  | 1980     | Heidelberger Glockengießerei          | 778    | 458  |

Die Kriege überdauert hat auch eine Glocke der alten Trinitatiskirche. Die von Mannheimer Offizieren 1709 gespendete Glocke mit dem Schlagton d2 passte nach dem Ersten Weltkrieg nicht mehr in die Disposition des neuen Geläutes und wurde daher an die neu erbaute Melanchthonkirche abgegeben.